# لويس فان دايك
لويس فان دايك (بالهولندية: Louis van Dijk)‏ هو عازف بيانو هولندي، ولد في 27 نوفمبر 1941 في أمستردام في هولندا.

## وصلات خارجية
- الموقع الرسمي
- لويس فان دايك على موقع IMDb (الإنجليزية)
- لويس فان دايك على موقع ميوزك برينز (الإنجليزية)
- لويس فان دايك على موقع ديسكوغز (الإنجليزية)